# Saccopteryx bilineata
Saccoptère à deux bandes
Espèce
Statut de conservation UICN

 LC  : Préoccupation mineure
Répartition géographique
Saccopteryx bilineata, qui a pour nom commun Saccoptère à deux bandes, est une espèce sud-américaine de chauve-souris de la famille des Emballonuridae.

## Description
La saccoptère à deux bandes est la plus grande espèce de son genre, avec une longueur totale de 74 mm et un poids allant jusqu'à 9,3 g, les femelles étant plus lourdes que les mâles. La longueur de la tête et du corps est de 4,6 à 5,6 cm, celle de la queue est de 1,6 à 2,3 cm, le pied est de 1 à 1,2 cm, l'avant-bras mesure 4,4 à 4,8 cm de long.
La couleur de la fourrure est noire à brun foncé avec deux bandes jaunâtres légèrement ondulées sur le dos, allant de l'épaule au corps. Le ventre est généralement plus léger que la fourrure du dos. La peau de la queue est légèrement poilue jusqu'à la base de la queue.
Le museau est pointu, la lèvre supérieure dépassant légèrement la lèvre inférieure, les narines sont rapprochées, ouvertes frontalement et séparées par un sillon vertical. Les yeux sont relativement grands. Les oreilles sont courtes, étroites, bien séparées, arrondies, tournées vers l'arrière et avec un concave sur le bord extérieur juste en dessous de la pointe arrondie. Le tragus est étroit, droit, avec une pointe arrondie et un petit lobe triangulaire à la base postérieure. Les membranes alaires sont brun noirâtre et attachées en arrière sur les chevilles. Il existe un sac glandulaire entre l'avant-bras et le premier métacarpien avec l'ouverture antérieure, bien développée chez les mâles, plus rudimentaire chez les femelles. La queue est longue et dépasse de la membrane interfémorale environ la moitié de sa longueur. Le calcar est long.
Les mâles ont des poches charnues dans la peau de leurs ailes qui sont remplies d'un liquide à forte odeur. Chez les femelles, ces poches ne sont que rudimentaires. Chez les mâles adultes sexuellement matures, la poche est de couleur chair, tandis que les jeunes mâles ont des poches sombres.
La saccoptère à deux bandes est souvent confondue avec la chauve-souris à long nez (Rhynchonycteris naso). Cependant, cette dernière n'a pas de poches d'aile et est poilu sur les bras. De plus, le museau de la chauve-souris à long nez est allongé. Les chauves-souris qui pendent aux troncs d'arbres sur une ligne verticale au-dessus des rivières et qui ont deux bandes sur le dos sont pour la plupart des Rhynchonycteris naso et non des Saccopteryx.
Saccopteryx bilineata est capable de maintenir des écarts de température appréciables avec l'environnement. Généralement, il reste normothermique, c'est-à-dire qu'il a une température corporelle comprise entre 36 ºC et 37,5 ºC. Il est un animal endothermique, ce qui signifie que, sur la base de mécanismes internes, sa température corporelle reste stable, quels que soient les changements environnementaux, son métabolisme parvient à contrôler sa température.

## Répartition
La répartition de la saccoptère à deux bandes s'étend depuis les états du Mexique de Jalisco et Veracruz jusqu'à l'est de la Bolivie et au Brésil, où l'on la recense principalement dans les états côtiers du Brésil jusqu'à Rio de Janeiro. Elle est également présente sur l'île de Trinidad.
Elle vit dans les forêts sempervirentes et semi-caduques, en lisière de forêt et plus rarement dans les forêts sèches de feuillus jusqu'à 600 m d'altitude.

## Comportement

### Habitation
La saccoptère à deux bandes s'accroche pendant la journée à des structures verticales bien éclairées telles que les contreforts des racines des grands arbres (tels que Ceiba pentandra, des acacias ou des Tabebuia), dans les creux des arbres. Avec l'avancée des villes sur les forêts tropicales, la présence de l'animal est également devenue courante en milieu urbain, sous les ponts et dans les structures qui ressemblent à des arbres creux.
Ces lieux sont généralement utilisés par la même colonie pendant des années. Les colonies contiennent jusqu'à 50 animaux qui se tiennent à une distance de 5 à 8 cm les uns des autres.
Saccopteryx bilineata partage des sites avec différentes espèces de chauves-souris, dont Desmodus rotundus, Saccopteryx leptura, Diaemus youngi et Peropteryx macrotis. Dans un lieu de repos partagé, S. bilineata peut occuper des hauteurs inférieures à Saccopteryx leptura et Diaemus youngi.

### Alimentation
Comme la plupart des chauves-souris, la saccoptère à deux bandes est nocturne et se nourrit uniquement d'insectes qu'elle attrape en vol, tels que des coléoptères, des mouches, des papillons et des mites.
Les colonies de S. bilineata ont des aires de recherche de nourriture exclusives, la plupart des individus d'une colonie partageant la même zone. Quand il existe d'autres chauves-souris dans la localité, à la fois de son espèce et d'autres, les individus se nourrissent dans la solitude, contrairement à la recherche de nourriture en groupe, qui est une activité étroitement liée à Saccopteryx leptura.
L'activité alimentaire de S. bilineata est corrélée à l'abondance des insectes dans l'habitat forestier. En raison de la nature hautement saisonnière des sources de nourriture, cet animal a tendance à changer de zone d'alimentation, généralement dans les 5 à 10 semaines, à la recherche de zones pouvant lui fournir la nourriture dont elle a besoin pour mener à bien ses activités quotidiennes.

### Reproduction
Les femelles peuvent devenir enceintes dès un an après leur naissance. Elles ont des intervalles de reproduction, ne se reproduisant qu'une fois par an. La saison de reproduction dure en moyenne 4 semaines entre décembre et janvier (à la fin de la saison des pluies). Au Costa Rica, toutes les femelles entrent simultanément en œstrus pendant 1 à 2 jours en décembre. 
Le nombre de descendants est généralement un seul. La forme de reproduction est de type vivipare. Après une période de gestation relativement longue d'une moyenne de 169 jours, les petits naissent au début de la saison des pluies, début juin, période où la présence d'insectes est la plus élevée. Les femelles transportent les petits avec elles pendant qu'elles se nourrissent. Les jeunes font leurs premières tentatives de vol dès l'âge de 2 semaines et sont allaités jusqu'à 12 semaines.
Après le sevrage, les jeunes femelles quittent la colonie mère tandis que la majorité des mâles restent dans la colonie. On suppose que les femelles quittent la colonie pour éviter la consanguinité avec leurs pères et frères. Les mâles restent dans la colonie, ce ne sont pas les mâles dominants qui forment le harem, mais ceux qui ont vécu le plus longtemps dans la colonie. De même, certains mâles se trouvent dans des colonies défendant des harems, tandis que des mâles dits périphériques plus jeunes se trouvent souvent au bord de la colonie. La prise de possession d'un territoire s'opère en moyenne à l'âge de deux ans. Les mâles restent fidèles à leur harem toute leur vie, même lorsqu'aucune femelle ne s'accroche à leur territoire ou que les harems voisins deviennent vacants.
Les harems affichent un comportement nuptial et territorial tout au long de l'année. Les territoires au sein de la colonie couvrent chacun 1 à 2 m2 et ont jusqu'à 8 femelles. Les territoires sont marqués par les mâles avec une sécrétion odorante des glandes sur le menton. Les frontières des territoires sont également défendues par des cris sociaux ainsi que par un comportement dans lequel le mâle ouvre la poche de l'aile avec l'aile fermée et ventile son odeur au adversaire. Les altercations physiques directes sont rarement observées.
Les grandes chauves-souris femelles sont physiquement supérieures aux mâles, c'est pourquoi la copulation ne peut pas être forcée. Les femelles choisissent leurs partenaires sexuels. En général, les mâles du harem ont un succès reproducteur plus élevé que les mâles périphériques. Cependant, les mâles sans harem parviennent également à engendrer de jeunes animaux. De plus, un mâle ne peut pas assurer la paternité complète de la progéniture de son harem. Le système d'accouplement présente donc des similitudes avec une lek, dans lequel plusieurs mâles au sein d'une colonie courtisent continuellement les femelles. Les chauves-souris mâles présentent un comportement de parade nuptial complexe, qui consiste, entre autres, en un vol stationnaire énergétiquement coûteux. Le mâle bourdonne devant la femelle dans son harem avec les poches alaires ouvertes. En même temps, les ailes sont mues de telle manière que l'odeur du sac est envoyée vers la femelle. De tels vols sifflants consomment de l'énergie, car aucune portance ne peut être générée pendant l'éventail et les mâles doivent utiliser une manœuvre de vol laborieuse pour rester dans la même position dans les airs. La durée du vol stationnaire pourrait donc servir à la femelle d'indication de la qualité globale du mâle.
L'odeur dans les poches des ailes est activement mélangée par les mâles. Le mâle nettoie les poches avec de la salive et de l'urine en fin d'après-midi. Après avoir nettoyé les poches, les mâles transportent les sécrétions de la région génitale dans la poche. Avec les sécrétions des glandes faciales, les mâles mélangent une odeur individuelle qui joue très probablement un rôle décisif dans le choix des femelles. Des analyses chimiques ont révélé que l'odeur des mâles adultes est composée de 185 substances. Bien que l'espèce sœur Saccopteryx leptura utilise également l'odeur pour la parade nuptiale, sa composition diffère considérablement de celle de la saccoptère à deux bandes. Des expériences ont également montré que les femelles peuvent activement faire la distinction entre l'odeur de leur propre espèce et celle de l'espèce sœur. On pense que l'odeur contient des informations sur, par exemple, la santé du mâle, ce qui permet à la femelle de choisir un compagnon.

### Longévité
La plus longue longévité recensée de Saccopteryx bilineata est d'environ 6 ans à l'état sauvage.

### Vocalisation
Elle utilise des appels d'écholocation dans la gamme de fréquences de 42 à 58 kHz pour l'orientation.
En plus des cris d'écholocation, un grand nombre de cris sociaux sont connus :
- Aboiement : Produit lors de rencontres physiques rares, dans la même gamme de fréquences que les appels d'écholocation, mais plus longtemps.
- Murmure : Séquences jusqu'à 50 appels susceptibles d'avoir une fonction sociale.
- Sifflet : Est produit par les mâles lors des vols tourbillonnants et est en partie dans la gamme qui peut être entendue par les humains.
- Exclamation : Appels communs qui sont audibles pour les humains et qui sont principalement produits lors de conflits, comme lorsqu'un individu ne garde pas ses distances avec ses voisins.
- Chant territorial : 10 à 50 cris émis par les mâles, formant un type de mélodie d'environ 1,6 seconde. Les derniers appels sont à 6 kHz dans la gamme audible par l'homme. Les chants territoriaux sont très variables et individuels. Plus la fréquence est basse et plus le chant est fréquent, plus le succès reproducteur du mâle chanteur est élevé[6].
- Chant nuptial : Produit par les mâles le soir avant le chant territorial et le matin après le retour à la colonie, et s'ajoute pendant la saison des amours. Le chant est pour une femelle à la fois. Le chant de parade nuptiale est très individuel et se compose principalement de trilles aigus et jusqu'à cinq harmoniques, dont certaines sont dans la gamme audible pour les humains.

La saccoptère à deux bandes montre ainsi un répertoire inhabituellement large d'appels. Des études ont montré que les nouveau-nés sont susceptibles d'apprendre les appels par "babillage" de la même manière que les humains et certains primates.

## Prédation
Il n'y a pas de données spécifiques disponibles sur la prédation de S. bilineata. Les prédateurs possibles qui ont été enregistrés en train de s'attaquer à d'autres espèces de chauves-souris peuvent également être associés à la prédation de S. bilineata, tels que les serpents, les rapaces et les petits carnivores comme les mygales.